# Vicente Mejía Colindres
Vicente Mejía Colindres (1876, La Esperanza - 24 de agosto de 1966, Tegucigalpa) fue un médico cirujano, político y narrador de radio que llegó a ser Presidente provisional en 1919 y seguidamente Trigésimo séptimo Presidente Constitucional de la República de Honduras en el periodo de 1929 a 1933.

## Vida

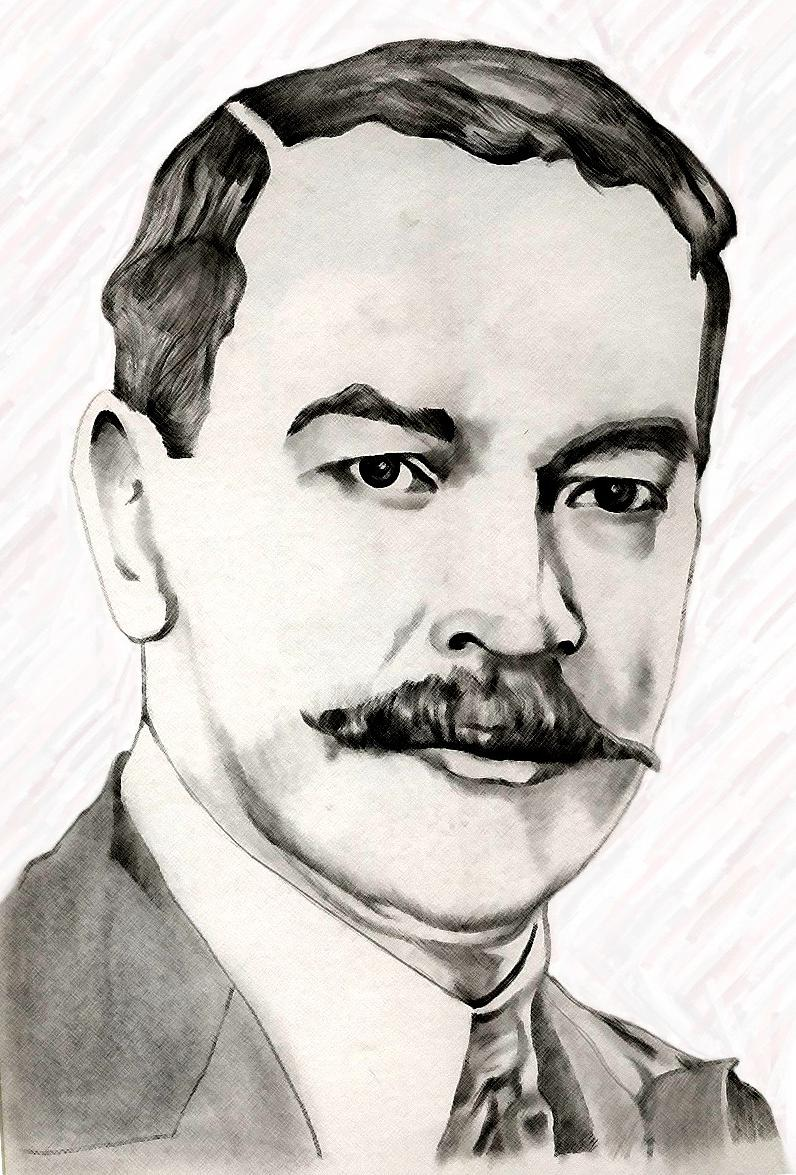
Dibujo de Vicente Mejía Colindres.

El doctor Mejía Colindres, nació en la ciudad de La Esperanza, departamento de Intibucá en 1878 y falleció el 24 de agosto de 1966. Hijo del matrimonio entre Vicente Mejía Velásquez y Juana Colindres Fortín. Obtuvo su título de médico y cirujano de la Universidad Nacional de Guatemala en 1899, de regreso en su país en 1902 contrajo matrimonio con Gumersinda Inestroza. 
Activista y de inclinación al Partido Liberal de Honduras se vio dentro de las corrientes activas del partido y llegando a desempeñarse en los cargos públicos siguientes: En 1907 fue nombrado Gobernador del Departamento de Intibucá; entre los años de 1909 a 1911 fue nombrado Ministro del Interior, durante la presidencia de Miguel Rafael Dávila Cuéllar; seguidamente entre 1919 a 1921 Ministro de Relaciones exteriores, durante la presidencia de Rafael López Gutiérrez, nombrado Presidente Provisional de Honduras entre 1 de septiembre de 1919 y 5 de octubre de 1919, en un Consejo de Ministros, su antecesor fue el ministro de la Presidencia don Salvador Aguirre, fue elegido Presidente de Honduras en el año de 1929 hasta 1933 y como su vicepresidente el ingeniero Rafael Díaz Chávez.

### Candidato oficial del Partido Liberal
Una vez unido el partido Liberal de Honduras, se eligió al doctor Mejía Colindres como candidato oficial idóneo para las elecciones generales de 1928, en las cuales resultaría vencedor. Los resultados fueron: doctor Vicente Mejía Colindres del Partido Liberal de Honduras, obtuvo 62,319 votos (56.6%) mientras que su adversario el doctor Tiburcio Carias Andino candidato del Partido Nacional de Honduras obtendría 47,745 votos (42.4%).

## Gobierno
En los años 30 tuvo que liderar con los efectos de la depresión económica mundial, superó un atentado contra su vida durante la toma de posesión de su administración y se enfrentó al problema de que los poderes Legislativo y Judicial estaban en manos de la oposición y se oponían sistemáticamente a sus planes de administración, durante su Presidencia hubo amplia libertad, después de su gobierno lo sucedió el Doctor y General Tiburcio Carias Andino.
En 1930 El General Gregorio Ferrera, se alza en armas contra el gobierno del Doctor Vicente Mejía Colindres. Santa Rosa era un punto estratégico a tomar debido a la cercanía de las fronteras con la República de Guatemala y de El Salvador.
El 30 de abril de 1931 el general Gregorio Ferrera al mando de los oficiales general Justo Umaña, general Domingo Torres y el general Carlos Sanabria atacan la ciudad de Santa Rosa y en su defensa la milicia que se estacionaba en el edificio del Ayuntamiento cayó en una dura batalla, falleciendo el gobernador Político de Copán, Perito Mercantil señor César López Urquía y junto a él muy valientemente cayeron el Perito Mercantil señor Ernesto Fiallos Villafranca y el Comandante de la plaza coronel Diego García.

### Ley de Inmigración
Durante este gobierno además de progresista y liberal, se emitió la Ley de Inmigración más polémica de la historia de la república de Honduras, fechada 2 de abril de 1929 que derogaba la emitida en 1906. En esta nueva ley de inmigración se prohíba el ingreso de negros al territorio hondureño, con esto, se promovía el ingreso de inmigrantes europeos y asiáticos y así se promovía la creación de una nueva sociedad hondureña más cimentada con sangre inmigrante que no fuera de negros, tal fue la prohibición que diarios capitalinos publicaban notas racistas en sus ediciones y hasta hubo la fundación de un grupo del Ku Klux Klan en el país Centroamericano.

### Gabinete de gobierno
| Nombre                 | Ministerio                                                 |
| Salvador Coleta        | Ministro de Fomento, Obras Públicas, Agricultura y Trabajo |
| Lucas García Maldonado | Jefe de Sección Estadística Agrícola                       |

## Hechos sobresalientes
En 1902 fue parte de la Junta Directiva de construcción del Hospital de Occidente en Santa Rosa de Copán, junto a los médicos: Doctor Ramón López Cobos, Doctor Ciro Mora, Doctor Francisco Bueso Cuéllar, Doctor Julio C. Bueso Cáceres, Doctor Filadelfo Bueso, Doctor J. J. Jones, Doctor Ramón López Cobos, Doctor Jesús H. Medina, Licenciado Jerónimo J. Reina, señor Carlos Gauggel de origen alemán, Ingeniero Manuel Bueso Pineda, Doctor y General Tiburcio Carias Andino, Monseñor Emilio Morales Roque.
El Decreto Número 198 mediante el cual se creaba la Escuela Nacional de Aviación, se realizó bajo la administración del Doctor Mejía Colindres.
En 1932, Durante su estancia en la ciudad de Santa Rosa de Copán y en la casa de la Familia Bueso-Arias, (Hoy Centro Comercial Casa Arias) el Doctor Mejía Colindres fundan el “CASINO COPANECO” una organización de notables socios entre ellos se destacan: Abraham Bueso Pineda, Ramón López Cobos, Arturo Rodríguez, Daniel Rodríguez, Andrés Alvarado, Jesús Alvarado López, Ricardo Pineda Tabora, Francisco San Martín, Carlos Gauggel, Manuel Luna Castillo, Octavio Pineda, Guillermo Inestroza, Ricardo Madrid, Ramón López Recinos, Arturo Rendón Madrid, Rómulo Carvajal y José Francisco Contreras.
Vicente Mejía Colindres luego de su segundo cargo a la presidencia vivió exiliado en San José, República de Costa Rica, como era costumbre en esas décadas (cuando un partido derrocaba a otro, el partido perdedor huía a otro país y luego regresaban a tomar el poder). Falleció el 24 de agosto de 1966 y sus restos descansan en el Cementerio General de Tegucigalpa, M.D.C.

### Obras publicadas
Vicente Mejía Colindres, como escritor, publicó las siguientes obras:
- Recuerdos del Camino, (Cuento, 1933)
- Carta abierta al gobierno de los Estados Unidos de América (Ensayo, 1913)
- Algunos comentarios sobre el funcionamiento de la II república en el Decurso de tres años de ejercicio (Ensayo, 1961)